# Plaza Daoiz y Velarde
La plaza Daoiz y Velarde es un espacio público de la ciudad española de Oviedo.

## Descripción
La plaza está situada junto a la del Fontán, de la que formó parte. Con el título actual recuerda a Daoiz y Velarde, oficiales de artillería del madrileño cuartel de Monteleón que el 2 de mayo de 1808 se sumaron al levantamiento contra las tropas francesas. Aparece descrita en El libro de Oviedo (1887) de Fermín Canella y Secades con las siguientes palabras:

Daoiz y Velarde.—En la antes dilatada plazuela del Fontán se construyó modernamente la cuadrada plaza ó mercado; así se redujo el espacio, que quedó al mediodía, frente á la antigua casa de las Comedias y palacio ducal del Parque, y recibió el nombre de los héroes del 2 de Mayo (v. cap. IX en Fuentes antiguas).—Ent.: Hierro.—Conc.: Quintana.
(Canella y Secades, 1887, p. 102)